# تيبور فرانك
تيبور فرانك (بالمجرية: Frank Tibor)‏ هو مؤرخ مجري، ولد في 1948 في بودابست في المجر.